# Bordéus
Bordéus ou Bordeaux (em francês Bordeaux [bɔʁdo]; em occitano Bordèu [buɾˡdɛʊ]) é a capital e a maior cidade do departamento da Gironda e da região Nova Aquitânia, no sudoeste da França. É um porto na margem sul do rio Garona. Tem cerca de 231 000 habitantes (cidade) e 1 105 000 (área metropolitana). Designou-se Burdígala na Antiguidade.
A comuna de Bordéus tem cerca de 235 900 habitantes (2008), enquanto que a área metropolitana de Bordeaux–Arcachon–Libourne conta com cerca de 1 105 257 residentes (2008). É atravessada pelo rio Garona. Os habitantes de Bordéus designam-se, em português, "bordaleses" (em francês, Bordelais).
A cidade é famosa em todo o mundo pelos vinhos, sobretudo desde o século XVIII, que lhe proporcionaram uma verdadeira idade de ouro. Capital da antiga Guyenne (aproximadamente a Aquitânia actual), Bordéus faz parte da Gasconha e é situada na fronteira das chamadas Landes de Gascogne. Foi classificada em 2007 como Património Mundial da Humanidade pela UNESCO que reconheceu o excepcional conjunto urbano que representa.
Desde a libertação da cidade, na Segunda Guerra Mundial, a cidade cresceu e é hoje sede de uma das maiores áreas metropolitanas europeias do litoral, sendo um destino turístico muito apreciado.

## Geografia

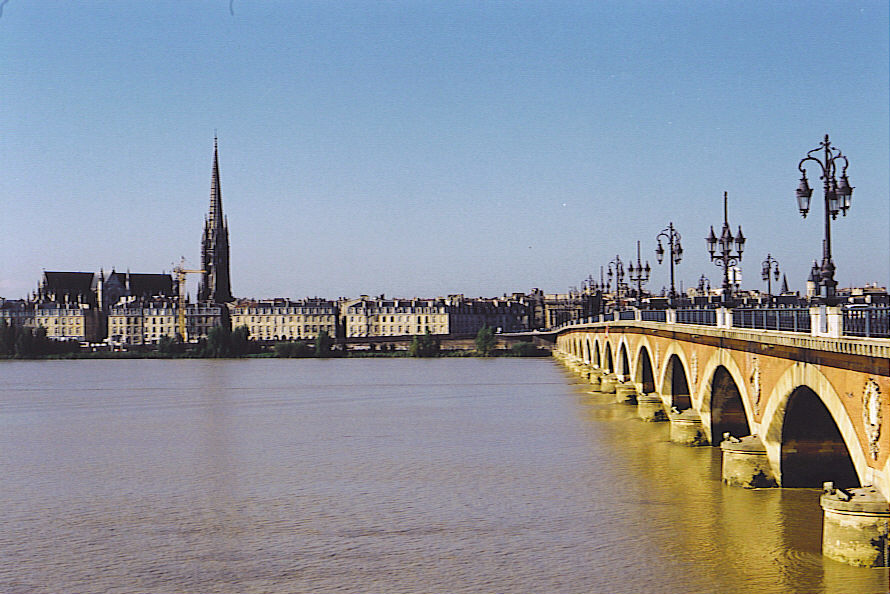
O rio Garona na passagem por Bordéus

Bordéus está situada perto da costa Atlântica, no sudoeste da França. Em linha reta, dista 500 km de Paris, 172 km de Pau, 220 km de Toulouse, 170 km de Biarritz e 200 km de San Sebastian. É atravessada pelo rio Garona. Tem um porto acessível a grandes navios, embora presentemente a maior parte fique pela foz. Em Bordéus, fica a última ponte sobre o Garona, a ponte de Aquitânia. Para oeste, o rio alarga-se no estuário do Garona e só se pode atravessar de barco.
A aglomeração urbana tem crescido a um ritmo rápido, o que se reflete numa forte expansão especialmente para oeste. Esta expansão está relacionada com o facto de os edifícios em Bordéus poucas vezes terem mais de dois ou três pisos, mesmo perto do centro da cidade.

## Demografia
Bordéus tem cerca de 236 000 habitantes e é a 9ª cidade de França em população. A área urbana, com mais de 1 100 000 habitantes, é a 6ª maior do país. Após um rápido despovoamento (284 494 habitantes em 1954, 208 159 habitantes em 1982) e de importantes trabalhos de renovação dos bairros mais antigos, o centro da cidade começou a ganhar população: mais de 25 000 habitantes regressaram em 17 anos. A cidade desfruta de um aumento sustentável de habitantes. Hoje, a comunidade urbana de Bordéus é formada por 27 municípios e tem 714 727 habitantes.
| 1793    | 1800   | 1806   | 1821   | 1831   | 1836   | 1841    | 1846    | 1851    |
| ------- | ------ | ------ | ------ | ------ | ------ | ------- | ------- | ------- |
| 104.676 | 91.652 | 92.219 | 89.202 | 99.062 | 98.705 | 104.686 | 125.520 | 130.927 |

| 1856    | 1861    | 1866    | 1872    | 1876    | 1881    | 1886    | 1891    | 1896    |
| ------- | ------- | ------- | ------- | ------- | ------- | ------- | ------- | ------- |
| 149.928 | 162.750 | 194.241 | 194.055 | 215.140 | 221.305 | 240.582 | 252.415 | 256.906 |

| 1901    | 1906    | 1911    | 1921    | 1926    | 1931    | 1936    | 1946    | 1954    |
| ------- | ------- | ------- | ------- | ------- | ------- | ------- | ------- | ------- |
| 256.638 | 251.947 | 261.678 | 267.409 | 256.026 | 262.990 | 258.348 | 253.751 | 257.946 |

| 1962 | 1968    | 1975    | 1982    | 1990    | 1999    | 2006    | - | - |
| --- | ------- | ------- | ------- | ------- | ------- | ------- | - | - |
| 249.688 | 266.662 | 223.131 | 208.159 | 210.336 | 215.363 | 232.260 | - | - |
| Para os censos de 1962 a 2006 a população legal corresponde à popolução sem duplicidades, segundo define o INSEE. |         |         |         |         |         |         |   |   |

## História

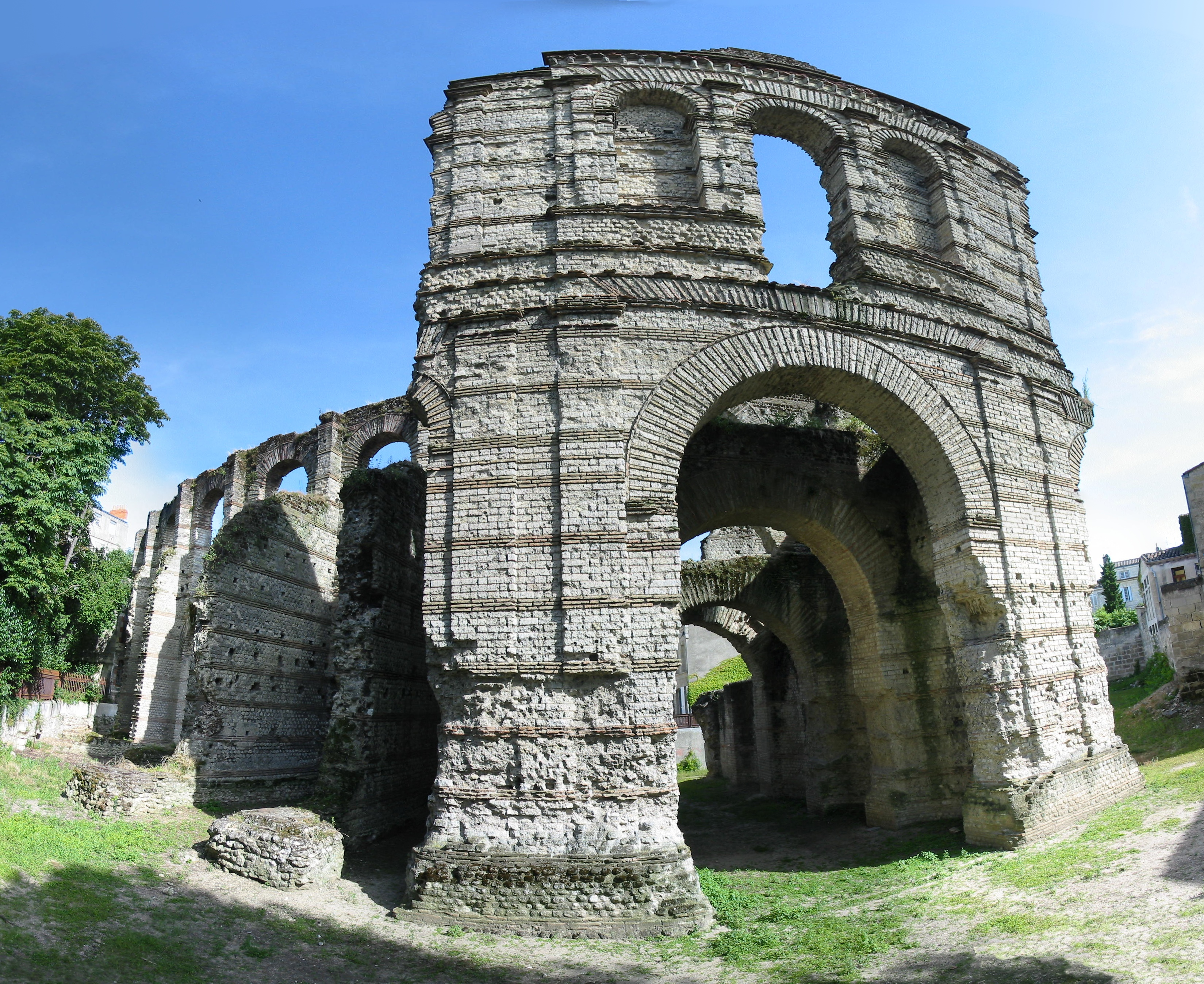
Anfiteatro romano local chamado "Palácio de Galiano" (Palais Gallien)

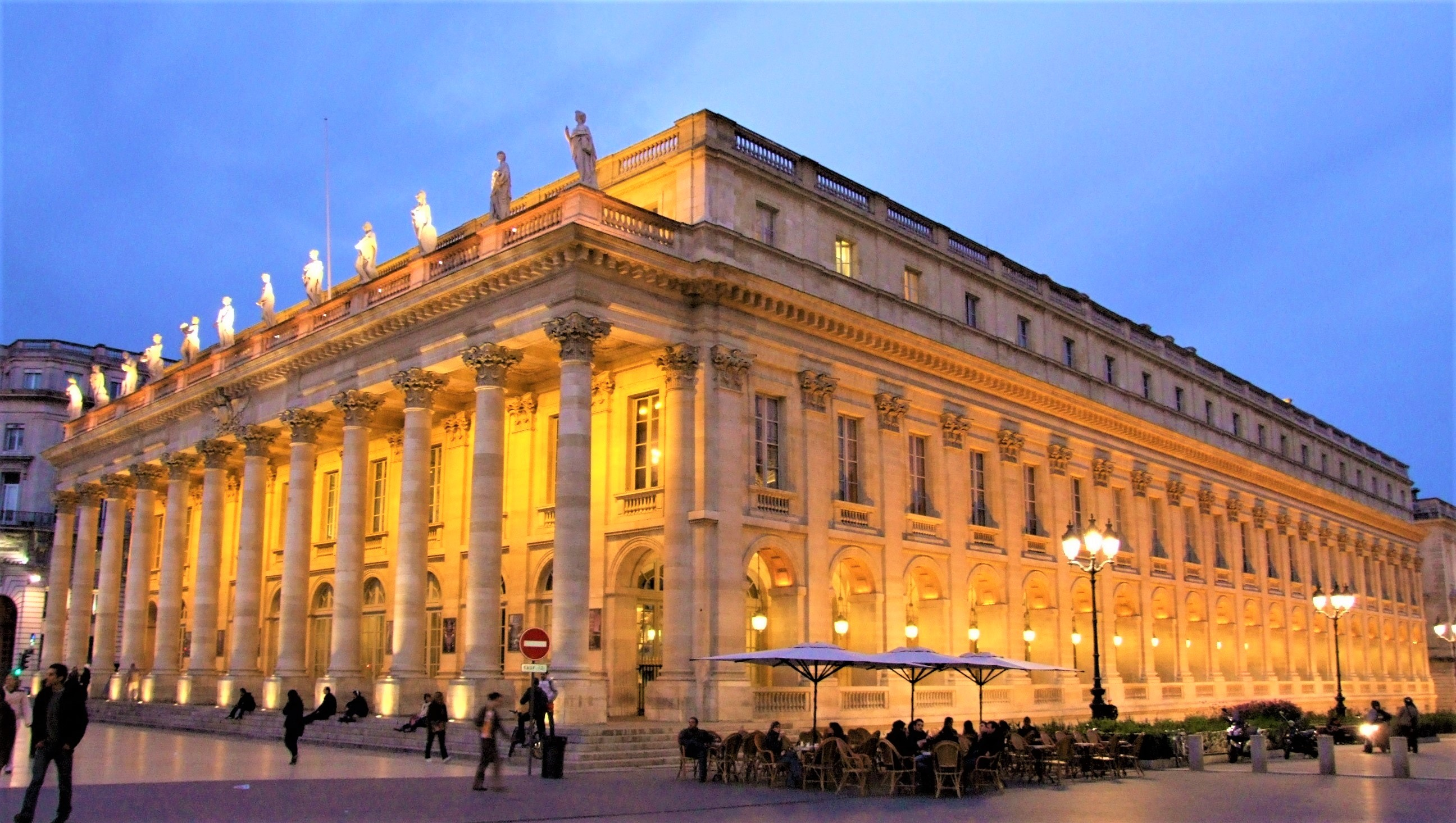
Grande Teatro de Bordéus

Entre 30 000 e 20 000 anos atrás, a zona de Bordéus era habitada por Neandertais, cujos restos foram encontrados na gruta Pair-non-Pair, perto de Bourg-sur-Gironde, a norte da cidade. Bordéus foi fundada no século III a.C. com o nome de Burdígala devido aos bitúriges viviscos, uma tribo gaulesa da região de Bourges. O primeiro povoado era situado na foz do rio Devèze, afluente do rio Garona. Etimologicamente, Burdígala pode ser um nome aquitano: Burdi significava "ferro" e gala (ver: galena) se traduz por "fundição". Portanto, Burdígala poderia significar "fundição de ferro", designando, deste modo, o lugar onde se forjavam as armas e objetos da vida quotidiana. O nome evoluiu para Bordigala, Bordèu em gasconhês e Bordeaux em francês. Em português, evoluiu para "Bordéus".
Bordéus foi a capital francesa por alguns meses durante a Primeira Guerra Mundial. Em 3 de setembro de 1914, após ataque aéreo alemão na cidade de Paris, o governo e o parlamento transferiram sua sede para a cidade, retornando para Paris somente no dia 22 de dezembro de 1914.

## Bordaleses ou residentes famosos

### Naturais
- Charles-Louis de Secondat (Barão de Montesquieu)
- Papa Clemente V (1264–1314) Foi Papa de 1305 a 1314.
- Ricardo II de Inglaterra (1367–1400)
- Michel de Montaigne escritor, ensaísta, político e filósofo (1533–1592)
- Odilon Redon, pintor (1840–1916)
- Jean-Jacques Sempé, ilustrador (n. 1932)
- Soko (Stéphanie Sokolinski), Cantora e Atriz (1986)
- Lucenzo, Cantor e compositor, (1983)
- São Severino Bispo, bispo de Colônia e santo da Igreja Católica
- François Mauriac (1885–1970), prémio Nobel da Literatura de 1952

### Residentes
- Francisco de Goya (1748–1826), pintor e gravador espanhol, morreu em Bordéus.
- Aristides de Sousa Mendes foi cônsul de Portugal em Bordéus até à França de Vichy em 1940.
- José Bonifácio, o Moço, escritor e libertador brasileiro, estabeleceu-se em Bordéus em seu exílio.

## Tour de France

### Chegadas
- Tour de France 2010

## Cidades-irmãs
Bordéus tem as seguintes cidade-irmãs:
- Porto, Portugal
- Asdode, Distrito Sul, Israel

## Ensino superior
- E-Artsup
- École nationale supérieure d'électronique, informatique, télécommunications, mathématiques et mécanique de Bordeaux
- European Institute of Technology
- ESME Sudria
- Instituto superior europeu de gestão grupo
- Institut Supérieur Européen de Formation par l'Action
- Kedge Business School
- Universidade Bordeaux I